# Brian Lewis
Brian Lewis, född den 5 december 1974, är en amerikansk före detta friidrottare som tävlade i kortdistanslöpning.
Lewis deltog vid VM 1999 där han blev utslagen i semifinalen på 100 meter. Vid samma mästerskap ingick han i stafettlaget på 4 x 100 meter som vann guld. 
Han deltog även tillsammans med Jon Drummond, Bernard Williams och Maurice Greene i stafettlaget över 4 x 100 meter som vann olympiskt guld vid Olympiska sommarspelen 2000 i Sydney.

## Personligt rekord
- 100 meter - 9,99